# All Systems Go! (musikalbum)
All Systems Go! är All Systems Go!:s debutalbum, utgivet 1999 av Bad Taste Records.

## Låtlista
1. "All I Want"
2. "Vodka Sonic"
3. "Nothing at All"
4. "Staring at the Stars"
5. "I'll Be Your Radio"
6. "Can't Stop Getting High"
7. "Not Just Us"
8. "Subzero"
9. "Blow It Up"
10. "Junk Drawer"
11. "California Bummer"

### Fotnoter
1. ↑  ”All Systems Go!”. Discogs.com. http://www.discogs.com/All-Systems-Go-All-Systems-Go/release/2116740. Läst 10 januari 2012.